# Royère-de-Vassivière

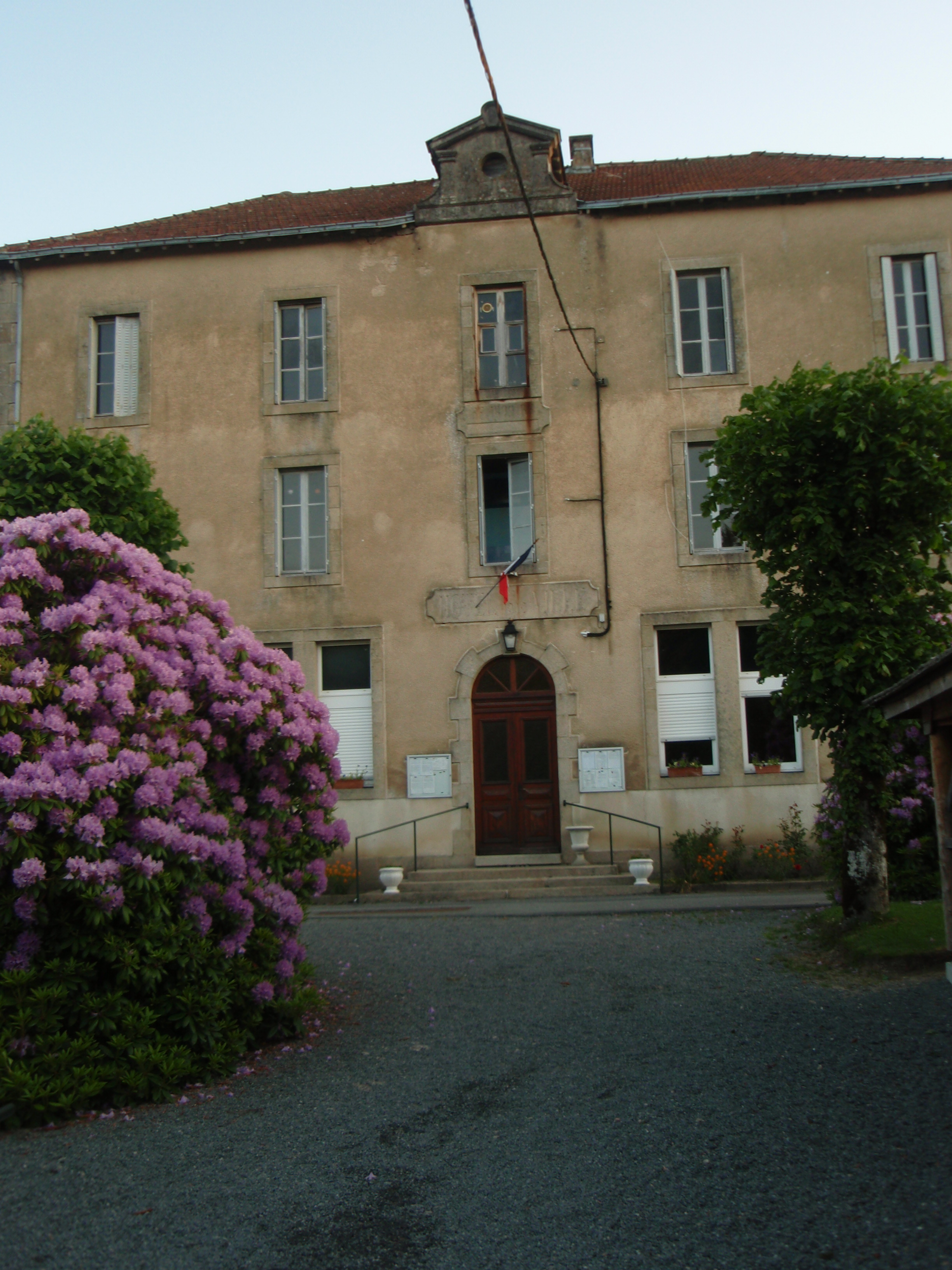
Stadhuis

Royère-de-Vassivière is een gemeente in het Franse departement Creuse (regio Nouvelle-Aquitaine) en telt 583 inwoners (2005). De plaats maakt deel uit van het arrondissement Aubusson.

## Geografie
De oppervlakte van Royère-de-Vassivière bedraagt 74,4 km², de bevolkingsdichtheid is 7,8 inwoners per km².

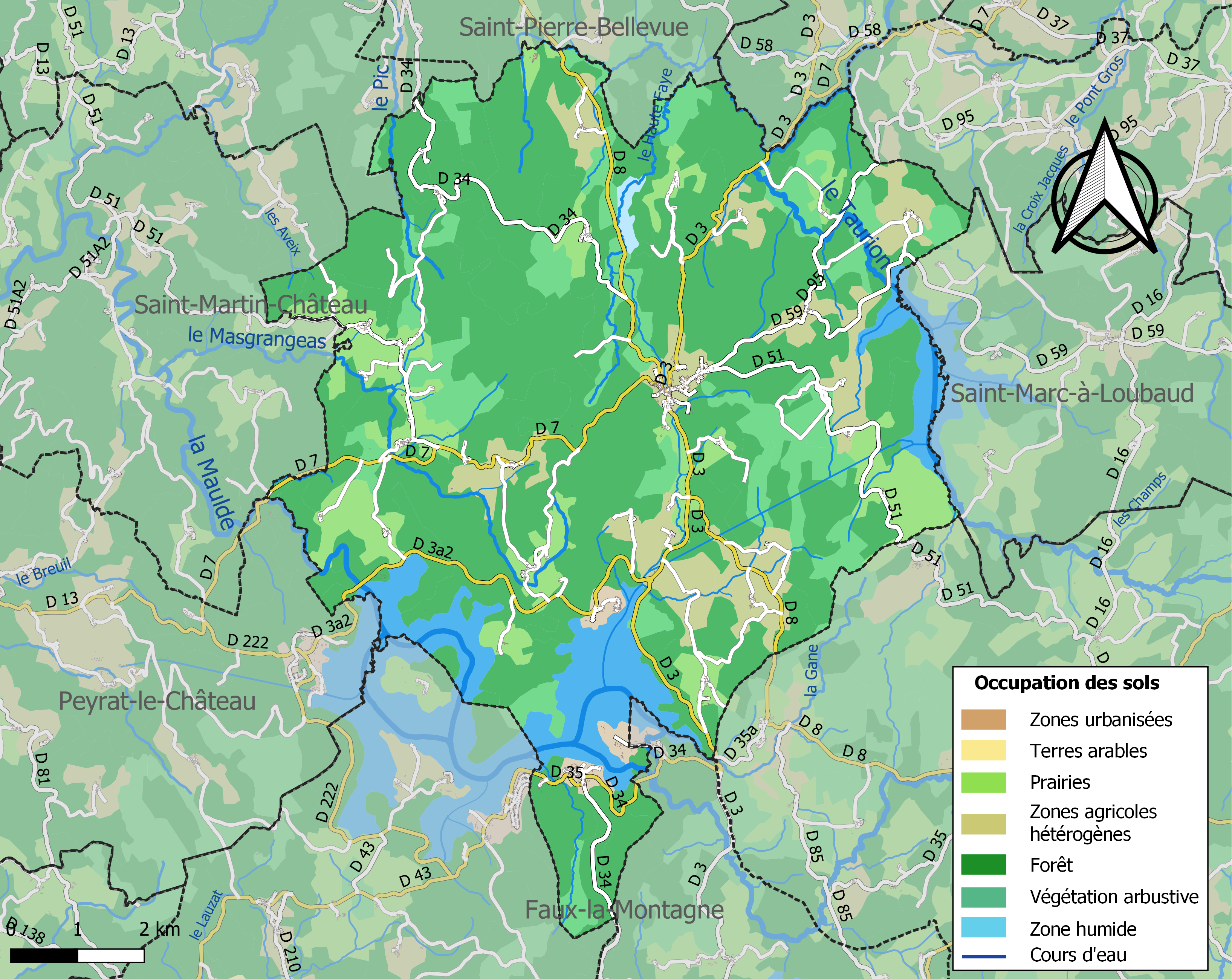
Kaart van de gemeente met de belangrijkste infrastructuur, bodemgebruik en omliggende gemeenten

## Demografie
Onderstaande figuur toont het verloop van het inwonertal (bron: INSEE-tellingen).